# 華麗なる一族 (1974年のテレビドラマ)
『華麗なる一族』（かれいなるいちぞく）は、山崎豊子原作、山村聡主演のテレビドラマ。毎日放送と東宝テレビ部が制作、NETテレビ系列の「テレビスター劇場」枠で、1974年10月1日から1975年3月25日まで、毎週火曜22:00から全26回放送された。第12回ギャラクシー賞受賞作品。

## 概要
主人公は、万俵コンツェルンの総帥にして阪神銀行頭取の万俵大介（山村聡）。上流階級と金融業界の内幕を描いて話題となった山崎豊子の長編小説『華麗なる一族』の初のテレビドラマ化作品であり、同年1月に公開された映画版（佐分利信主演）では登場しなかった、万俵家の三女・万俵三子（山添多佳子）、料亭「つる乃家」の若女将・芙佐子（和泉雅子）も原作通り登場する。ドラマのナレーションは、劇中の登場人物である大介の愛人・高須相子（小川真由美）が担当。第三者ではなく、当事者に語らせるという面白い趣向となっている。
モデルとなった山陽特殊製鋼倒産事件の記憶も新しく、同社が会社更生成ったばかりだったことから、番組スポンサーがなかなか決まらなかったという。その一方、重厚な社会派ドラマとして、映画版同様高い評価を受け、第12回ギャラクシー賞を受賞した。
脚本を担当した鈴木尚之にとっては、初めて手掛けた山崎豊子原作作品である。当版の出来映えについて、山崎は概ね満足していたようで、脚本面での鈴木の手腕を信頼しており、1978年にフジテレビが田宮二郎主演で、山崎原作の『白い巨塔』をドラマ化した際は、鈴木の脚本家起用を条件に許可したといわれる。
これまで映像化された『華麗なる一族』で唯一、ソフト発売されていない版であり、長らく再放送される機会もなかったが、2013年1月10日から4月4日まで、ファミリー劇場で再放送された。また、2015年9月から10月まで、日本映画専門チャンネルでも再放送された。
1975年3月31日のいわゆる腸捻転解消によって、毎日放送はTBS系列となったことに伴いテレビスター劇場枠自体はTBS水曜22時枠に移行した。これにより、同枠において毎日放送制作で NET系列では本番組が最後の放送となった。移行後はNET系列での同時間枠は朝日放送制作枠となり『TOKYO DETECTIVE 二人の事件簿』が放送された。

## キャスト
- 万俵大介（阪神銀行頭取）：山村聡
- 万俵二子（大介の次女）：島田陽子
- 万俵銀平（大介の次男）：林隆三（少年期：永久勲雄）
- 美馬一子（大介の長女・美馬の妻）：三ツ矢歌子
- 美馬宏（美馬の長男）：武田芳和
- 美馬潤（美馬の次男）：大塚朝光
- 万俵早苗（鉄平の妻・大川の娘）：柏木由紀子
- 万俵太郎（鉄平の長男）：萩原純
- 万俵京子（鉄平の長女）：市原由美子
- 万俵（安田）万樹子（銀平の妻・安田の娘）：山口いづみ
- 万俵三子（大介の三女）：山添多佳子
- 万俵敬介（大介の父・鉄平たちの祖父）：入江正徳（声のみ）
- 大川一郎（早苗の父）：河村弘二→* 映画版でも同じ役で出演
- 大川和代（早苗の母）：益田愛子
- 安田太左衛門（大阪重工社長・万樹子の父）：河津清三郎→* 映画版では田淵幹事長役で出演
- 安田佳江（万樹子の母）：渡辺千世
- 安田長兵衛（中央製紙社長・太左衛門の兄）：石島房太郎
- 安田三右衛門（五井地所社長・太左衛門の弟）：有馬昌彦
- 安田圭策（大阪重工総務部長・万樹子の長兄）：小林勝彦
- 永田圭之輔（大蔵大臣）：山形勲
- 春田大蔵省銀行局長：平田昭彦→* 映画版でも同じ役で出演
- 田中松夫（大蔵省銀行局金融検査官）：鈴木昭生→* 映画版では川畑阪神特殊鋼常務役で出演
- 小田徹（大蔵省銀行局銀行課課長補佐）：井上孝雄
- 小田の妻：坂井すみ江
- 森永俊次（大蔵省銀行局主任検査官）：三島史郎
- 法華博之（大蔵省銀行局次席検査官）：森幹太
- 原田節子（大蔵大臣公邸管理主任）：原知佐子
- 芙佐子（料亭「つる乃家」の若女将）：和泉雅子
- とめ（芙佐子の養母）：滝花久子
- 大亀耕司（阪神銀行専務）：永井秀明
- 小松豊（阪神銀行専務）：細川俊夫→* 映画版では松尾大蔵省審議官役で出演
- 芥川隆志（阪神銀行常務・東京事務所長）：菅原謙次
- 渋野孝雄（阪神銀行貸付担当常務）：松下達夫
- 荒武佑吉（阪神銀行業務担当常務）：長島隆一
- 高野勝（阪神銀行融資部長）：奥野匡
- 速水英二（阪神銀行頭取付秘書）：小野武彦
- 黒井光二（阪神銀行東京事務所課長）：中村孝雄
- 伊佐早五郎（阪神銀行東京事務所員・大蔵担当）：村井国夫
- 冠収（阪神銀行東京事務所員・日銀担当）：宇南山宏
- 平松雲太郎（阪神銀行東京事務所員・金融機関担当）：小林勝也
- 角田常雄（阪神銀行池田支店長）：有島一郎
- 岡村安司（阪神銀行池田支店預金係）：多田幸雄
- 石川正治（阪神特殊鋼社長）：十朱久雄
- 石川千鶴（石川の妻・大介の妹）：大川万裕子
- 銭高徳二（阪神特殊鋼経理担当常務）：真木恭介
- 一之瀬幸作（阪神特殊鋼常務兼工場長）：小栗一也
- 一之瀬四々彦（阪神特殊鋼社員）：大和田伸也→* 2007年テレビドラマ版では石橋通産省重工業局長役で出演
- 金田洋一（阪神特殊鋼製鋼部長）：渥美国泰
- 川畑阪神特殊鋼営業担当常務：湊俊一
- 栗田正己（阪神特殊鋼労組委員長）：中台祥浩
- 伊東夫人：双葉弘子
- 細川一也（帝国製鉄社員・二子の婚約者）：西田健
- 細川信也（建築家・一也の父）：久米明
- 細川綾子（一也の母）：北城真記子
- 佐橋周子（総理大臣夫人・一也の叔母）：小夜福子→* 映画版では伊東夫人役で出演
- 佐橋総理大臣：伊東光一→* 映画版でも同じ役で出演
- 小泉弥生（元駐仏大使夫人）：東郷晴子
- 夏目憲雄（大同銀行専務）：加藤和夫
- 白河勇（大同銀行専務）：森塚敏
- 小島常夫（大同銀行業務担当常務）：神田隆
- 島津公作（大同銀行融資部長）：近藤準
- 橋爪健（大同銀行神戸支店長）：内田稔
- 岸田六郎（大同銀行浅草支店長）：五藤雅博→* 映画版では田中銀行局金融検査官役で出演
- 長谷川良三（大同銀行総務部長）：弘松三郎
- 港光雄（大同銀行営業部長）：高木二郎
- 熊本七郎（大同銀行労組委員長）：井上博一
- 山之内大同銀行常務：加賀邦男
- 角野大同銀行常務：村上冬樹
- 太平市太郎（太平スーパー社長）：内田朝雄
- 桑原三郎（太平スーパー専務）：今西正男
- 榎本司（毎朝新聞経済部記者）：竜崎勝
- 浅田欽也（毎朝新聞記者・日銀担当キャップ）：伊藤豪
- 岡本（毎朝新聞経済部記者）：田口計
- 宮本之三（長期開発銀行頭取）：清水将夫
- 松平永之助（日本銀行総裁）：夏川大二郎
- 曽我定義（阪神銀行顧問弁護士）：佐竹明夫
- 倉石裕介（弁護士）：石山律雄
- 中根正義（社民党代議士）：安部徹
- 荒尾留七（社民党代議士）：高木均
- 大垣市太：永井柳太郎
- 岩本隆三（帝国製鉄尼崎製鉄所所長）：増田順司
- 帝国製鉄尼崎製鉄所工程部長：小瀬格
- 小森章子（銀平の元恋人）：高林由紀子
- 嵯峨静麿（寧子の兄）：西本裕行
- 寧子付老女：戸川暁子
- 万俵家の庭番：高杉哲平
- 高須徹（相子の弟）：北村総一郎
- 高須幸江（徹の妻）：松川純子
- 加納（相子の父の教え子）：児玉謙次
- 中川留市：立原博
- 留市の妻：石井富子
- 河森富造：人見きよし
- 大友銀行池田支店長：相原巨典
- 美容師：塩沢とき
- 美容師：松風はる美
- 松見医師：見明凡太朗
- 相馬教授（大川の主治医）：高桐真
- 永田家の書生：風間杜夫
- 篠山警察署長：池田忠夫
- 万俵家の女中：山内純子
- 万俵家の女中：春江ふかみ
- ：加藤和恵
- ：里木佐甫良
- ：山田圭介
- ：山本武
- ：町田幸夫
- ：斉藤英雄
- ：田中志幸
- ：稲川善一
- ：矢野宏
- ：近松敏夫
- ：岸本功
- ：名川貞郎
- ：大矢兼臣
- ：名塚新也
- ：山下望
- ：山口三恵子
- ：宇佐美ゆふ
- ：路沙理江
- ：北原まさき
- ：稲見博子
- ：立木悠子
- ：小泉洋子
- ：野路きくみ
- ：酒井郷博
- ：赤坂菊加
- ：小沢弘子
- ：北川康子
- ：滝めぐみ
- ：ジャック・バイヤーズ
- ：アンドリュー・ヒューズ
- ：ナデヤ・モロゾ
- ：山中康司
- ：竹内喬
- ：加藤裕有子
- ：田中厚子
- ：永谷悟一
- ：高橋弘信
- ：手塚敏夫
- ：大川慶
- ：秦まりこ
- ：なかいゆうこ
- ：深雪けい子
- ：三鈴栄子
- ：毛塚守彦
- ：中川明
- ：宇乃壬麻
- ：山岡葉子
- ：大込ユミ
- ：勝田久
- ：武田昌之
- ：出射みつ子
- ：山田博幸
- ：横田泰代
- ：戸部夕子
- ：金子勝美
- ：三草由里子
- ：千早蘭
- ：前田未来
- ：内田忠男
- ：高橋泰次
- ：畑有里子
- ：赤坂千菊
- ：藤代佳子
- ：外野村晋
- ：中原成男
- ：豊川晋吾
- ：新井みよ子
- ：深沢裕子
- ：五十嵐美鈴
- ：保科三良
- ：浅香春彦
- ：轟謙次
- ：猪野剛太郎
- ：本庄和子
- ：花悠子
- ：深沢通志
- ：羽田和彦
- ：原田香薫
- ：加藤真知子
- ：篠田薫
- ：藤竹修
- ：小池栄
- ：山野史人
- ：富塚秀男
- ：若宮大祐
- ：小川安三
- ：小沢幹雄
- ：寄山弘
- ：荒木将久
- ：岩城和夫
- ：日笠潤一
- ：今村洋
- ：中島元
- ：井上由起夫
- ：里見たかし
- ：水橋和夫
- ：田畑孝
- ：谷本一
- ：平島正一
- ：和田一壮
- ：幸田宗丸
- ：相沢治夫
- ：豊文乃
- ：大野富久子
- ：樋口京子
- ：石光豊
- ：久米勲夫
- ：小沢忠臣
- ：安西治
- ：丸山詠二
- 三雲祥一（大同銀行頭取）：池部良
- 三雲志保（三雲の娘）：藤村志保
- 綿貫千太郎（大同銀行専務）：曽我廼家明蝶
- 美馬中（大介の娘婿）：佐藤慶
- 万俵鉄平（阪神特殊鋼専務・大介の長男）：加山雄三（青年期：橋爪達也、少年期：石原雅之）
- 万俵寧子（大介の妻）：久我美子
- 高須相子（ナレーター）：小川真由美

## スタッフ
- 制作：財前定生、滝沢健夫、宇野博之
- 原作：山崎豊子
- 脚本：鈴木尚之
- 音楽：坂田晃一（ピアノ演奏：羽田健太郎）
- 演出：瀬木宏康

## ネット局
- 毎日放送（MBS、制作局）
- NETテレビ（NET、現：テレビ朝日＝EX）
- 北海道テレビ（HTB）
- テレビ静岡（SUT、フジテレビ系・遅れネット）
- 福島テレビ（FTV、放送当時TBS系・フジテレビ系クロスネット局。遅れネット）
- 新潟放送（BSN、TBS系・土曜14:00 - 14:55）
- 長野放送（NBS、フジテレビ系・遅れネット）
- 山梨放送（YBS、日本テレビ系・遅れネット）
- 富山テレビ（BBT＝当時T34、フジテレビ系・日曜16:50 - 17:45）
- 石川テレビ放送（ITC、フジテレビ系・遅れネット）
- 福井テレビ（FTB、フジテレビ系・日曜22:30 - 23:25）
- 名古屋テレビ（NBN）
- 岡山放送（OHK、放送当時フジテレビ系・NETテレビ系クロスネット局、エリアは岡山県のみ）
- 中国放送（RCC、TBS系・同一時間帯で2週遅れ）※
- 日本海テレビ（NKT、当時は事実上日本テレビ系・NETテレビ系クロスネット局。遅れネット）
- 瀬戸内海放送（KSB、放送当時エリアは香川県のみ）
- 南海放送（RNB、日本テレビ系・遅れネット）
- 高知放送（RKC、日本テレビ系・日曜22:30 - 23:25）
- 九州朝日放送（KBC）
- 大分放送（OBS、TBS系・遅れネット）

（※）すでに、広島ホームテレビ（HOME＝当時UHT）がNETテレビ系単独加盟局として開局していたが、同局は広島テレビ（HTV）の編成から外れた日本テレビ系・フジテレビ系の番組を相当数放送するなど、ニュース以外は事実上クロスネット編成であった。当時UHTでは、日本テレビ制作『傷だらけの天使』をこの時間に遅れ放送していたことや、スポンサーセールスの関係等の編成上の都合に加え、TBS系列の火曜22:00枠（主に外国テレビ映画）がローカルセールス枠だったこともあり、当時は、テレビに関しては系列外だった中国放送（RCC）へネットされた。このため、当時TBS系のこの時間帯で放送されていた『鬼警部アイアンサイド』はRCCでは深夜枠での遅れネットだった。なお、本番組ネット局のうちFTV・BSN・RCC・OBSは腸捻転解消でMBSと同系列となった。

## その他
- 後日、原作者の山崎豊子が中国へ取材旅行に行った際、日本を研究する中国の機関に、このテレビドラマシリーズ26回分のテープを、教育機材として寄贈した（「毎日放送社史」）。
- 1975年3月4日放送の第23回では、ドラマとしては異例の国会中継シーンが登場する。阪神銀行・万俵頭取と大同銀行・三雲頭取が阪神特殊鋼倒産の責任を巡って、衆議院大蔵委員会（2001年からは財務金融委員会になっている）から喚問されるシーンである。前年公開された映画版では、各方面への配慮によって、原作にあるこのシーンはカットされたが、原作者の山崎豊子の強い要望もあり、このシーンが実現されることになった。
- 美馬中役の佐藤慶と映画版の美馬中役の田宮二郎はともに、同じ山崎作品の「白い巨塔」で財前五郎を演じている。
- 三雲志保役の藤村志保と万俵二子役の島田陽子はともに、同じ山崎作品の「白い巨塔」で東佐枝子を演じている。

## 前後番組
| 毎日放送（MBS）（本番組までNETテレビ系列） 火曜22時台 | 毎日放送（MBS）（本番組までNETテレビ系列） 火曜22時台 | 毎日放送（MBS）（本番組までNETテレビ系列） 火曜22時台                                                               |
| 前番組                                                | 番組名                                                | 次番組 |
| ----------------------------------------------------- | ----------------------------------------------------- | --- |
| もうひとつの愛                                        | 華麗なる一族                                          | プレイガールQ （東京12チャンネルの遅れネット） ここからTBS系列にネットチェンジだが、 同時間帯はローカルセールス枠。 |
| NET系 火曜22時台（ここまでMBSの制作枠）               |                                                       | |
| もうひとつの愛                                        | 華麗なる一族                                          | TOKYO DETECTIVE 二人の事件簿 （腸捻転解消後はABC制作枠）                                                            |
| 毎日放送制作・NET系列 テレビスター劇場                |                                                       | |
| もうひとつの愛                                        | 華麗なる一族                                          | （廃枠） |